# Jürg Schmidli
Jürg Schmidli (* 19. Februar 1956 in Männedorf, Kanton Zürich, Schweiz) ist ein Schweizer Gefäss- und Herzchirurg und Hochschullehrer an der Universität Bern. Er war Präsident der Schweizerischen und der Europäischen Gesellschaft für Gefässchirurgie.

## Leben
Jürg Schmidli legte 1976 am Kollegium Sarnen seine Matura ab, absolvierte 1982 das Staatsexamen an der Universität Zürich und verbrachte von 1984 bis 1985 als Postdoc Fellow einen Forschungsaufenthalt im HMRI (Huntington Medical Research Institutes), Pasadena, Kalifornien (USA). 1987 promovierte er, 1994 erlangte er den Facharzt FMH für Allgemeine Chirurgie, 1999 den Facharzt für Herz- und thorakale Gefässchirurgie und legte ebenso die europäische Facharztprüfung für Gefässchirurgie (FEBVS) ab. Seit 1999 leitet Schmidli die Gefässchirurgie in Bern. 2005 habilitierte Schmidli sich an der Universität Bern. Seit 2008 ist er Chefarzt der Gefässchirurgie und stellvertretender Klinikdirektor der Universitätsklinik für Herz- und Gefässchirurgie am Inselspital Bern. 2010 wurde er zum Assoziierten Professor und 2015 zum Extraordinarius für Gefässchirurgie der Universität Bern ernannt.

## Wirken
Sein medizinisches und wissenschaftliches Spezialgebiet ist die Chirurgie komplexer gefässchirurgischer Erkrankungen. Hierzu zählen vorrangig Operationen an der gesamten Hauptschlagader sowie an deren supraaortalen und viszeralen Ästen, die Katheter gestützte endovaskuläre Therapie von Erweiterung und Dissektionen der Aorta, Hybridoperationen, Versorgung von Gefäss- und Protheseninfekten, Extremitätenreperfusion bei akuter Ischämie, Organprotektion, Einsatz von Prothesenmaterial aus biologischem Gewebe, Behandlung des therapierefraktären Bluthochdrucks mit Karotisstimulatoren.
Schmidli trainiert seit Jahren in speziellen Kursen der Stiftung Vascular International angehende Gefässchirurgen am Phantommodell. In diesem Simulatortraining können Operationen gefahrlos immer wieder geübt werden. Er unterstützt Massnahmen zum Patientenschutz und wendet sich öffentlich gegen den ungerechtfertigten Einsatz von Operationen.

## Mitarbeit in Fachgesellschaften
- Schweiz. Gesellschaften für Chirurgie (SGC), Gefässchirurgie (SGG) und Herz- und thorakale Gefässchirurgie (SGHC)
- Union der Schweiz. Gesellschaften für Gefässkrankheiten (USGG)
- European Society of Vascular Surgery (ESVS)

## Veröffentlichungen
- gelistet in PubMed der U.S. National Library of Medicine